# Seijun Suzuki
Seijun Suzuki, född i Nihonbashi, Tokyo den 24 maj 1923, död den 13 februari 2017, var en japansk filmregissör.
1946 började han vid filmavdelningen vid Kamakura Academy och lyckades få regiassistans examen vilket han jobbade som i ett par år framöver. 1958 gjorde han sin första film, Minato no kanpai: Shori wo wagate ni (1956), och efter detta blev det tre-fyra filmer per år. Med Branded to kill: Koroshi no rakuin, sv. titel: Märkt för mord (1967), hamnade han i bråk med Hori Kyusaku som var chefen för Japans största filmbolag Nikkatsu vid den tiden vilket ledde till att han fick sparken. Anledningen till att Suzuki fick sparken var att hans filmer ansågs oortodoxa och i tio års tid framöver tvingades han jobba på TV. 1977 lyckades han dock ta sig tillbaka till riktigt filmskapande med Hishu monogatari, Suzuki var senast aktuell 2005 med Princess Racoon: Operetta tanuki goten.